# 追影
《追影》是吴镇宇当导演的古装喜剧电影，和香港资深剪辑师麦子善联合导演，编剧是内地香港电影发烧友魏君子，他说《追影》是对香港影片致敬之作，在电影中可以看到昔日香港电影的影子。主演吴镇宇、房祖名、吴佩慈、谢娜、贺刚、党淏瀚。讲述明朝末年，江湖各大高手为获得“明朝藏宝图”而大打出手的古装搞笑电影。

## 故事大綱
明朝末年，天下大亂，黑白兩道高手為爭奪「太祖開國秘寶」藏寶圖齊聚京城，關外第一高手葉赫長弓和來自琉球的忍者明月心也因不同目的來到此地。
在各人爭奪至一小鎮之際，藏寶圖突然神秘失蹤。為了尋找寶圖，眾高手隱藏身份留在鎮上以等待機會。鎮上地主少爺許三官看上了長弓收養的乾女兒唐薇，而鎮長古月金又看上了風韻猶存的明月心，各人關係變得更加複雜。
此時藏寶圖竟意外再度出現，寶藏究竟會落在誰人手裏？有情人是否能終成眷屬？江湖高手們的命運又將如何？

## 演员
- 吴镇宇 饰 叶赫长弓
- 吴佩慈 饰 明月心
- 房祖名 饰 许三官
- 谢　娜 饰 唐　薇
- 党淏瀚 饰 古月金